# Секретная встреча Гитлера с промышленниками 20 февраля 1933 года
20 февраля 1933 года Адольф Гитлер провёл секретную встречу с 25 крупными промышленниками (нем. Geheimtreffen vom 20. Februar 1933) в официальной резиденции президента рейхстага Германа Геринга в Берлине. Целью был сбор средств на избирательную кампанию НСДАП к мартовским выборам в рейхстаг 1933 года.
В январе 1933 года Гитлер был назначен рейхсканцлером. После этого  на 5 марта 1933 года были объявлены досрочные выборы. НСДАП хотела получить конституционное большинство в две трети голосов для принятия чрезвычайного Закона о полномочиях, чтобы передать всю полноту власти Гитлеру и НСДАП и установить диктатуру. Для победы на выборах, кроме террора СА, нацисты стремились собрать три млн рейхсмарок для финансирования предвыборной кампании. Согласно записям, в результате встречи нацисты получили пожертвования в размере 2,071 млн рейхсмарок (примерно 9,6 млн евро по ценам 2021 года), хотя Геббельс также утверждал, что было пожертвовано 3 млн. Наряду с петицией промышленников о назначении Гитлера рейхсканцлером эта секретная встреча используется в качестве доказательства тезиса о том, что крупный бизнес сыграл ключевую роль в приходе нацистов к власти.

## Участники встречи
На встрече были следующие представители крупного бизнеса:
1. Ялмар Шахт, бывший президент Рейхсбанка, один из организаторов Гарцбургского фронта и петиции промышленников о назначении Гитлера рейхсканцлером.
2. Эрнст Бранди[англ.], председатель ассоциации горнопромышленников (Bergbauverein[нем.]).
3. Карл Бюрен[нем.], генеральный директор компании буроугольной и брикетной промышленности (Braunkohlen- und Brikett-Industrie AG[нем.]), а также член правления «Конфедерация ассоциаций немецких работодателей» (Vereinigung der Deutschen Arbeitgeberverbände[англ.]).
4. Август Дин[нем.], член совета директоров нефтегазовой и калийной компании Wintershall и генеральный директор Калийного синдиката Германии (Deutsche Kalisyndikat GmbH[нем.]).
5. Людвиг Грауэрт[англ.], управляющий директор ассоциации работодателей Северо-Западной группы союза немецких металлургических и сталелитейных промышленников (Verein Deutscher Eisen- und Stahlindustrieller[нем.]).
6. Гюнтер Хойбель[нем.], генеральный директор компании стекольных заводов (C. Th. Heye Braunkohlenwerke AG[нем.]), а также член правления «Конфедерация ассоциаций немецких работодателей» (Vereinigung der Deutschen Arbeitgeberverbände[англ.]).
7. Густав Крупп, председатель президиума Имперского союза германской промышленности (Reichsverband der Deutschen Industrie) и глава крупнейшего промышленного концерна Friedrich Krupp AG Hoesch-Krupp.
8. Ханс Луи Фердинанд фон Лёвенштайн[англ.], член правления ассоциации горнопромышленников (Bergbauverein[нем.]).
9. Фриц фон Опель, член правления автомобильной компании Опель.
10. Гюнтер Квандт, владелец крупного пакета акций Wintershall, заводов по производству аккумуляторов (Accumulatorenfabrik AG, в будущем VARTA), текстильных фабрик (Reichswolle AG[нем.]), оружейных заводов (Metallpatronen AG[нем.]) и прочих промышленных предприятий.
11. Вольфганг Ройтер[нем.], генеральный директор компании по производству поездов, экскаваторов и промышленного оборудования (Demag[англ.]), председатель Союза машиностроителей Германии, член президиума Имперского союза немецкой промышленности.
12. Август Ростерг[нем.], генеральный директор нефтегазовой и калийной компании Wintershall.
13. Георг фон Шницлер[англ.], член правления конгломерата концернов химической промышленности IG Farben.
14. Эдуард Шульте, генеральный директор силезской горнодобывающей компании (Giesches Erben, Zink und Bergbaubetrieb[нем.])
15. Фриц Шпрингорум[нем.], глава сталелитейного и горнодобывающего конгломерата (Hoesch AG[англ.]).
16. Хуго Штиннес младший[нем.], член правления Имперского союза германской промышленности, а также член наблюдательного совета Рейнско-Вестфальского угольного синдиката (Rhenish-Westphalian Coal Syndicate[англ.]).
17. Эрнст Тенгельман[англ.], председатель правления горнодобывающих компаний (Gelsenkirchener Bergwerks-AG[нем.] и Essener Steinkohlenbergwerke[нем.]), президент торгово-промышленной палаты Эссена (Industrie- und Handelskammer für Essen, Mülheim an der Ruhr, Oberhausen zu Essen[нем.]).
18. Альберт Фёглер, генеральный директор угольного и сталелитейного конгломерата (Vereinigte Stahlwerke[англ.]).
19. Людвиг фон Винтерфельд[нем.], член правления электротехнической и железнодорожной компании (Siemens & Halske) и член правления авиастроительной, автомобилестроительной и электротехнической компании (Siemens-Schuckertwerke).
20. Вольф-Дитрих фон Вицлебен[нем.], глава бюро Карла Фридриха фон Сименса[англ.].
21. Фридрих Флик, владелец компаний в угольной и сталелитейной промышленности, а также черной металлургии.
22. Курт Шмитт, генеральный директор крупной страховой компании Allianz.
23. Август фон Финк-старший[англ.], основатель страховой компании Allianz и владелец крупного частного банка (Merck Finck & Co[англ.]).
24. Эрих Фиклер[нем.], генеральный директор угольной горнодобывающей компании (Harpen AG[нем.]), Председатель наблюдательного совета Рейнско-Вестфальского угольного синдиката (Rhenish-Westphalian Coal Syndicate[англ.]), член совета директоров Имперского союза германской промышленности.
25. Пауль Штайн[нем.], генеральный директор угольной компании (Zeche Auguste Victoria[нем.]) и член административного совета IG Farben.

## Последовательность событий
Сначала Герман Геринг выступил с короткой речью, в которой подчеркнул важность текущей предвыборной кампании. Затем появился Гитлер и произнес полуторачасовую речь. Он восхвалял концепцию частной собственности и утверждал, что НСДАП станет единственным спасением нации от коммунистической угрозы. Основой для нацизма, по его словам, являлись национальная идея и забота об обороноспособности нации. Жизнь — это непрерывная борьба, и выжить в ней может только сильнейший. В то же время, по словам Гитлера, только сильная в военном отношении нация может процветать экономически. В своей речи Гитлер заявил, что демократия виновна в возникновении коммунизма.

Отрывки из речи Гитлера: "Конфедерация ассоциаций немецких работодателей
Частное предпринимательство не может существовать в эпоху демократии…;
Сегодня мы столкнулись со следующей ситуацией. Веймарское правительство навязало нам конституционный порядок, посредством которого оно поставило нас на демократический фундамент. Однако при этом мы не получили дееспособной государственной власти. Напротив, по тем же причинам, по которым я раньше критиковал демократию, коммунизм из-за этого неизбежно всё больше проникал в сознание немецкого народа [при Веймарской демократии]…;

Таким образом, образовались два фронта, которые ставят нас перед выбором: либо марксизм в его чистейшей форме, либо другая сторона.
Затем Гитлер заявил, что для подавления коммунизма ему необходим полный контроль над государством:
Если мы хотим полностью сокрушить другую сторону [коммунистов], мы должны сначала обрести полную власть. […] В Пруссии нам еще предстоит завоевать 10 мест, а в самом Рейхе — еще 33. Это не невозможно, если мы приложим все силы. Только тогда начнётся второй этап борьбы с коммунизмом.
Гитлер завершил выступление и сказал, что назначенные на март выборы в Рейхстаг в этом году — это «последние выборы», и если он не победит на них, то останется у власти «другими средствами… другим оружием». После речи Гитлера Крупп выразил благодарность участникам и особо подчеркнул важность приверженности частной собственности, так как промышленников волновала социалистическая часть программы НСДАП. Затем Гитлер покинул собрание. Геринг произнес короткую речь, в которой рассказал, что у НСДАП нет денег на предвыборную агитацию, и попросил присутствующих помочь нацистам с этим. Геринг также отметил, что следующие выборы «безусловно, будут последними на ближайшие десять лет, может быть даже на ближайшие сто лет», что, по его мнению, должно облегчить «финансовые жертвы», требуемые сейчас от промышленности. Затем Геринг ушел, и слово взял Ялмар Шахт. Шахт запросил три млн рейхсмарок в поддержку НСДАП. Деньги были выписаны на Nationale Treuhand, Dr. Hjalmar Schacht, и помещены в Bank of Delbrück Schickler & Co. В отчете по делу IG Farben указано, что общая сумма выплаченных средств: 2,071 млн рейхсмарок. Затем деньги доставили Рудольфу Гессу, который передал их в издательство НСДАП Franz-Eher-Verlag.

## Последующие события
Йозеф Геббельс, который накануне встречи сделал запись в своем дневнике, описывая подавленное настроение в своей берлинской штаб-квартире из-за нехватки средств, на следующий день после тайной встречи написал:
Геринг принес радостную новость: три миллиона доступно для выборов. Великолепно! Я немедленно оповестил весь отдел пропаганды. А через час машины [печатные] загрохотали. Теперь мы начнём предвыборную кампанию… Сегодня работа приносит радость. Деньги есть.
Дальнейшие обстоятельства сложились благоприятно для НСДАП, включая поджог Рейхстага. Это позволило ей добиться значительных успехов на выборах в Рейхстаг 5 марта 1933 года. Однако нацистам не удалось получить абсолютного большинства. Однако недостаток мест был решен аннулированием всех мандатов Коммунистической партии Германии, а также запугиванием депутатов партии Центра и НННП, чтобы склонить их проголосовать за принятие Закона о полномочиях от 23 марта 1933 года, который уполномочил правительство Гитлера принимать законы без одобрения Рейхстага. В письме Круппа Гитлеру 24 марта 1933 года от Имперского союза германской промышленности приветствовались результаты выборов:
Выборы заложили основу стабильного государственного устройства, устранив потрясения, вызванные постоянными политическими колебаниями прошлого, которые серьезно подрывали экономическую инициативу…

Имперский союз германской промышленности — как экономический и политический представитель — сделает все возможное, чтобы помочь правительству Рейха в его трудной работе.

## Денежные пожертвования нацистам от участников встречи
Общая сумма пожертвований нацистской партии составила 2,071 млн рейхсмарок. Сумма разбита по транзакциям:
Операции со счетом Nationale Treuhand, доктора Ялмара Шахта в банке Delbrück Schickler & Co.
| Дата           | Вкладчик                                                 | Сумма                |
| -------------- | -------------------------------------------------------- | -------------------- |
| 23 февраля     | Bergbauverein                                            | 200 000 рейхсмарок   |
| 24 февраля     | Карл Герман                                              | 150 000 рейхсмарок   |
| 24 февраля     | Automobil-Ausstellung, Берлин                            | 100 000 рейхсмарок   |
| 25 февраля     | А. Штайнке                                               | 200 000 рейхсмарок   |
| 25 февраля     | Demag                                                    | 50 000 рейхсмарок    |
| 27 февраля     | Telefunken                                               | 35 000 рейхсмарок    |
| 27 февраля     | Осрам                                                    | 40 000 рейхсмарок    |
| 28 февраля     | ИГ Фарбен                                                | 400 000 рейхсмарок   |
| 1 марта        | Ялмар Шахт                                               | 125 000 рейхсмарок   |
| 3 марта        | Карл Ланге, (машиностроение)                             | 50 000 рейхсмарок    |
| 3 марта        | Bergbauverein                                            | 100 000 рейхсмарок   |
| 3 марта        | Карл Герман, Berlin Dessauer Str.                        | 150 000 рейхсмарок   |
| 3 марта        | АЕГ                                                      | 60 000 рейхсмарок    |
| 7 марта        | Фриц Шпрингорум                                          | 36 000 рейхсмарок    |
| 7 марта        | Accumulatorenfabrik AG, Берлин (Владелец: Гюнтер Квандт) | 25 000 рейхсмарок    |
| 13 марта       | Bergbauverein                                            | 300 000 рейхсмарок   |
| Итоговая сумма | Итоговая сумма                                           | 2,071,000 рейхсмарок |

По мнению Курта Петцольда, эта встреча — ещё одно доказательством финансирования НСДАП крупным бизнесом. Книга Давида де Йонга «Нацисты-миллиардеры» открывается прологом, посвящённым данной сходке. С другой стороны, историк Генри Эшби Тернер отметил, что взносы не были полностью добровольными и назвал встречу «вехой: первым важным материальным вкладом организаций крупного бизнеса в дело нацизма». Британский историк Адам Туз пишет об этом так:
Встреча 20 февраля и ее последствия являются наиболее яркими примерами готовности немецкого крупного бизнеса помочь Гитлеру в установлении его диктаторского режима. От этих доказательств невозможно уклониться.